# Mîrlohî, Bilopillea
Mîrlohî (în ucraineană Мирлоги) este un sat în comuna Pavlivka din raionul Bilopillea, regiunea Sumî, Ucraina.

## Demografie
Componența lingvistică a localității Mîrlohî
     Ucraineană (95,83%)
     Rusă (4,17%)
Conform recensământului din 2001, majoritatea populației localității Mîrlohî era vorbitoare de ucraineană (95,83%), existând în minoritate și vorbitori de rusă (4,17%).